# Episodi de L'uomo ombra (prima stagione)
La prima stagione della serie televisiva L'uomo ombra è andata in onda negli Stati Uniti dal 20 settembre 1957 al 13 giugno 1958 sulla NBC.
| nº | Titolo originale                   | Prima TV USA      | Titolo italiano | Prima TV Italia |
| -- | ---------------------------------- | ----------------- | --------------- | --------------- |
| 1  | The Dollar Doodle                  | 20 settembre 1957 |                 |                 |
| 2  | Duke of Sing Sing                  | 27 settembre 1957 |                 |                 |
| 3  | The Angel Biz                      | 4 ottobre 1957    |                 |                 |
| 4  | Come Back Darling Asta             | 11 ottobre 1957   |                 |                 |
| 5  | Paris Pendant                      | 18 ottobre 1957   |                 |                 |
| 6  | That's the Spirit                  | 25 ottobre 1957   |                 |                 |
| 7  | Acrostic Murder                    | 1º novembre 1957  |                 |                 |
| 8  | Dead Duck                          | 8 novembre 1957   |                 |                 |
| 9  | Fatal Cliche                       | 15 novembre 1957  |                 |                 |
| 10 | Ring Around Rosie                  | 22 novembre 1957  |                 |                 |
| 11 | Angels in Paradise                 | 29 novembre 1957  |                 |                 |
| 12 | The Fashion Showdown               | 6 dicembre 1957   |                 |                 |
| 13 | Dead Giveaway                      | 13 dicembre 1957  |                 |                 |
| 14 | Unwelcome Alibi                    | 27 dicembre 1957  |                 |                 |
| 15 | Asta Day                           | 3 gennaio 1958    |                 |                 |
| 16 | The Scene Stealer                  | 10 gennaio 1958   |                 |                 |
| 17 | Damone Dilemma                     | 17 gennaio 1958   |                 |                 |
| 18 | Unlucky Lucky Number               | 24 gennaio 1958   |                 |                 |
| 19 | Man on the Bridge                  | 31 gennaio 1958   |                 |                 |
| 20 | Pre-Incan Caper                    | 7 febbraio 1958   |                 |                 |
| 21 | Murder Is Where You Find It        | 14 febbraio 1958  |                 |                 |
| 22 | Ship Shakedown                     | 21 febbraio 1958  |                 |                 |
| 23 | Robot Client                       | 28 febbraio 1958  |                 |                 |
| 24 | The Mystery of the Missing Murders | 7 marzo 1958      |                 |                 |
| 25 | Double Jeopardy                    | 14 marzo 1958     |                 |                 |
| 26 | Bookworms                          | 21 marzo 1958     |                 |                 |
| 27 | Jittery Juror                      | 28 marzo 1958     |                 |                 |
| 28 | The Departed Doctor                | 4 aprile 1958     |                 |                 |
| 29 | The Tennis Champ                   | 11 aprile 1958    |                 |                 |
| 30 | The Delinquent                     | 18 aprile 1958    |                 |                 |
| 31 | The Painted Witnesses              | 2 maggio 1958     |                 |                 |
| 32 | The Saucer People                  | 9 maggio 1958     |                 |                 |
| 33 | The Carstadt Man                   | 16 maggio 1958    |                 |                 |
| 34 | The Art of Murder                  | 23 maggio 1958    |                 |                 |
| 35 | Kappa Kappa Kaper                  | 30 maggio 1958    |                 |                 |
| 36 | The Valley Forger                  | 6 giugno 1958     |                 |                 |
| 37 | The Screaming Doll                 | 13 giugno 1958    |                 |                 |

## The Dollar Doodle
- Prima televisiva: 20 settembre 1957
- Diretto da: Bernard Girard
- Scritto da: Phil Davis, Charles Hoffman

### Trama
- Guest star: Roy Glenn (Dink Malone), John Mitchum (Eddie Marks), Natalie Norwick (Marcella Nyle Chapman)

## Duke of Sing Sing
- Prima televisiva: 27 settembre 1957

### Trama
- Guest star: Robert J. Wilke (Duke), Joyce Holden (Abbie Martin), Myrna Hansen (Maxine), Masahiro Fujii (Kazu), Theona Bryant (Sybil)

## The Angel Biz
- Prima televisiva: 4 ottobre 1957

### Trama
- Guest star: Gardner McKay (Jacques Henri), Barbara Lang (Monica Barnes), Gerry Gaylor (Renee Henri), Don Burnett (Brant Lorgan), Tol Avery (tenente Steve King)

## Come Back Darling Asta
- Prima televisiva: 11 ottobre 1957

### Trama
- Guest star: Billy Gray (Edwards), Peggy Knudsen (Karen)

## Paris Pendant
- Prima televisiva: 18 ottobre 1957

### Trama
- Guest star: Otto Waldis

## That's the Spirit
- Prima televisiva: 25 ottobre 1957

### Trama
- Guest star: James Seay (Jerry Divolo), Stafford Repp (tenente Ralph Raines), Veda Ann Borg (Sandra Haney), Benny Baker (Curly Bascom)

## Acrostic Murder
- Prima televisiva: 1º novembre 1957

### Trama
- Guest star: Jack Albertson (tenente Harry Evans), Paul E. Burns (Pincus), Charles Lane (Harry), Anthony Warde (Crowley), Mary Young (Mrs. Trimble)

## Dead Duck
- Prima televisiva: 8 novembre 1957

### Trama
- Guest star: George Ramsey (Danny the Duck), Frances Osborne (Helen), Carol Kelly (Lily), Eddie Fetherston (Henry), John Beradino (Morgan)

## Fatal Cliche
- Prima televisiva: 15 novembre 1957
- Diretto da: Robert B. Sinclair
- Scritto da: Dwight Taylor, Dean Riesner
- Soggetto di: Bruce Geller

### Trama
- Guest star: Morris Ankrum (Vandrey), Burt Douglas (Crane), Penny Edwards (Joan), Percy Helton

## Ring Around Rosie
- Prima televisiva: 22 novembre 1957

### Trama
- Guest star: Tito Vuolo (Orlatti), Lisa Gaye (Rosie), Joey Faye (Bunker), Tol Avery (tenente King)

## Angels in Paradise
- Prima televisiva: 29 novembre 1957
- Diretto da: Oscar Rudolph
- Scritto da: Dwight Taylor, Devery Freeman
- Soggetto di: Dwight Taylor

### Trama
- Guest star: Peter Chong (Hahn), Jason Johnson (Parks), Peggy Maley (Iris), Hugh Sanders (Haywood)

## The Fashion Showdown
- Prima televisiva: 6 dicembre 1957
- Diretto da: Oscar Rudolph

### Trama
- Guest star: Philip Van Zandt, Lillian Powell, Anne Neyland (Gerry), Len Lesser, Jennifer Lea (Sara Tobin), Clegg Hoyt

## Dead Giveaway
- Prima televisiva: 13 dicembre 1957

### Trama
- Guest star: John Beradino, William Roerick (Sturdevant), Les Tremayne (Millikan)

## Unwelcome Alibi
- Prima televisiva: 27 dicembre 1957
- Diretto da: Oscar Rudolph
- Scritto da: George Oppenheimer, Devery Freeman

### Trama
- Guest star: Barbara Nichols (Jeri), Eddy Grove (Steel), Ross Elliott (Kessler), Mark Dana

## Asta Day
- Prima televisiva: 3 gennaio 1958
- Diretto da: Oscar Rudolph
- Scritto da: Harold Swanton

### Trama
- Guest star: Charles Watts (colonnello Macara), Frank Jenks (Janitor), Jonathan Hole (Committeeman), Sandra Gould (Secretary), Gene Roth (Hallerby), William Hudson (Randolph Watts)

## The Scene Stealer
- Prima televisiva: 10 gennaio 1958

### Trama
- Guest star: Robert Taylor (se stesso), Harry Shannon (Fullmer), George Murphy (se stesso), Kathryn Mcguire (infermiera), Don Burnett (Bob)

## Damone Dilemma
- Prima televisiva: 17 gennaio 1958

### Trama
- Guest star: Yvonne Lime (Dolly Harris), Stacy Harris (Calmly Harris), Vic Damone (se stesso), Pat Comiskey (Bodyguard)

## Unlucky Lucky Number
- Prima televisiva: 24 gennaio 1958

### Trama
- Guest star: John Doucette (Hank), Nora Marlowe (Mrs. Tredman), Howard McNear (Mr. Dingle), Sid Melton (Shorty)

## Man on the Bridge
- Prima televisiva: 31 gennaio 1958

### Trama
- Guest star: Joseph Vitale (Anna Benoy), Ernest Sarracino (Mr. Pharama), Stafford Repp (tenente Ralph Raines), Argentina Brunetti (Shana Daupha)

## Pre-Incan Caper
- Prima televisiva: 7 febbraio 1958

### Trama
- Guest star: Stanley Adams (Farbstein), Werner Klemperer (Albert), Henry Kulky (Culdane), Vernon Rich (Thurber), Hope Summers (Letitia)

## Murder Is Where You Find It
- Prima televisiva: 14 febbraio 1958

### Trama
- Guest star: Stafford Repp (tenente Ralph Raines), George Byrnes (Ice Pick), Whit Bissell (Smitty)

## Ship Shakedown
- Prima televisiva: 21 febbraio 1958

### Trama
- Guest star: Ken Clark (Martin), Chet Stratton (Penlow)

## Robot Client
- Prima televisiva: 28 febbraio 1958
- Diretto da: Oscar Rudolph
- Scritto da: Devery Freeman

### Trama
- Guest star: Robby The Robot (Robot), Stephen Coit (Provost), George Cisar (tenente Voss), Lillian Bronson (Mrs. Creavy), Robert Cornthwaite (Hartwick), Barry Atwater (dottor Nyles)

## The Mystery of the Missing Murders
- Prima televisiva: 7 marzo 1958
- Diretto da: Oscar Rudolph
- Scritto da: Devery Freeman

### Trama
- Guest star: Harry Ellerbe (Grover)

## Double Jeopardy
- Prima televisiva: 14 marzo 1958

### Trama
- Guest star: Edward Binns (Decker), Russell Collins (Smithers)

## Bookworms
- Prima televisiva: 21 marzo 1958
- Scritto da: Leonard Gershe

### Trama
- Guest star: Berry Kroeger (Ellwood), Luis Van Rooten (Dudley)

## Jittery Juror
- Prima televisiva: 28 marzo 1958
- Scritto da: Charles Hoffman, Phil Davis

### Trama
- Guest star: Frank Watkins (Harry Wilson), Marion Ross (Drucilla), Jennifer Howard (Joyce)

## The Departed Doctor
- Prima televisiva: 4 aprile 1958
- Scritto da: Phil Davis, Charles Hoffman

### Trama
- Guest star: Charles Arnt (Fuzzy), Dan Blocker (Rosie), Mary Beth Hughes (Pat Renard), Kenneth R. MacDonald (vice sceriffo), Keith Richards (dottor Renard)

## The Tennis Champ
- Prima televisiva: 11 aprile 1958

### Trama
- Guest star: Ned Wever (dottor Winters), Marianne Stewart (Beth Harvey), Lola Albright (Katherine West)

## The Delinquent
- Prima televisiva: 18 aprile 1958

### Trama
- Guest star: Jack Albertson (Tony Gordon), Peter Miller (Joe), Judy Nugent (Jinx)

## The Painted Witnesses
- Prima televisiva: 2 maggio 1958

### Trama
- Guest star: Katherine Warren (Mrs. Lenlow), Bobby Kay (Clucko the Clown), Sue George (Frances Lenlow), Pamela Duncan (Juana), Rickie Layne (Carl)

## The Saucer People
- Prima televisiva: 9 maggio 1958
- Diretto da: William Asher
- Scritto da: John L. Greene

### Trama
- Guest star: Milton Frome (Jones), Sam Gilman (Jim Eddington), Paul Wexler (Calder)

## The Carstadt Man
- Prima televisiva: 16 maggio 1958

### Trama
- Guest star: Abraham Sofaer (professore Asbury), Robert Burton (dottor Baron), Jack Albertson (tenente Edwards)

## The Art of Murder
- Prima televisiva: 23 maggio 1958
- Diretto da: William Asher
- Scritto da: Joel Kane, Devery Freeman

### Trama
- Guest star: Hal Baylor (agente di polizia Lonergan), Jan Harrison (Miss Hancock), Jaclynne Greene (Angela Bryvette), Shepard Menken (Gino Bryvette), Jack Albertson (tenente Harry Edwards)

## Kappa Kappa Kaper
- Prima televisiva: 30 maggio 1958

### Trama
- Guest star: Jack Mullaney (Barney), Frank Wilcox (Kendall)

## The Valley Forger
- Prima televisiva: 6 giugno 1958
- Diretto da: Oscar Rudolph
- Scritto da: Phil Davis, Charles Hoffman

### Trama
- Guest star: Ralph Gamble (Al Hawley), Ann Morriss (Lucy), Helen Chapman (Maxine), Virginia Christine (Mildred)

## The Screaming Doll
- Prima televisiva: 13 giugno 1958

### Trama
- Guest star: Jean Durand (King Joe), Amanda Randolph (Mama Omolu), Kim Hamilton (Emmaline), Juanita Moore (Catalina)